# 2019-es budapesti hajókatasztrófa

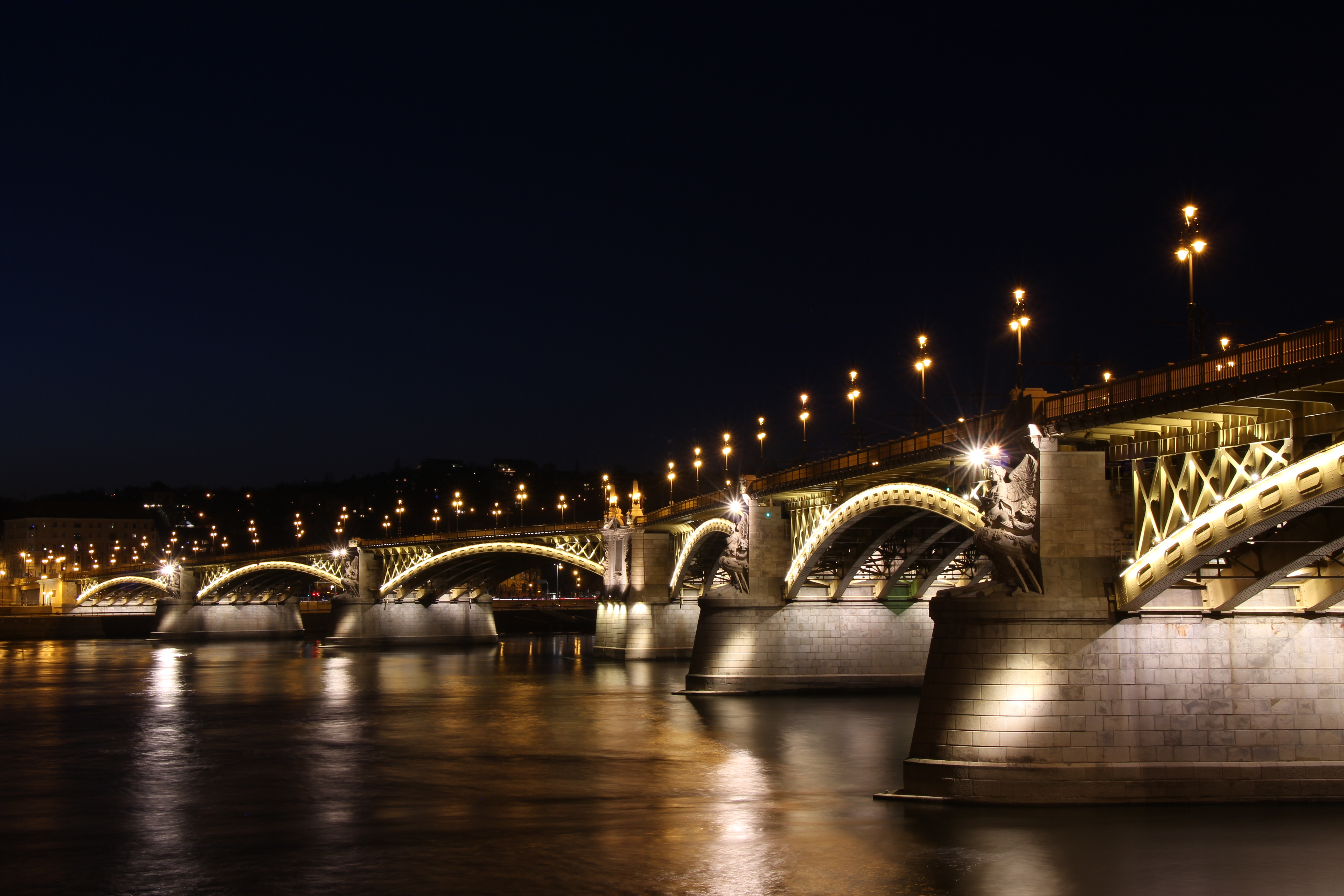
A Margit híd szobrokkal díszített mederpillérei között, 21 óra 5 perckor történt a baleset. (Az éjszakai kép 2014 decemberében, körülbelül vízállásnál készült)

A 2019-es budapesti hajókatasztrófa a magyar hajózás történetének legkomolyabb tragédiája a Duna budapesti szakaszán, a Margit híd egyik hídnyílásánál a pesti oldalhoz közeli mederpillérnél 2019. május 29-én, 21 óra 5 perckor történt, amikor az elsüllyedt Hableány AIS (Automatic Identification System) jeladó készüléke utoljára sugárzott pozícióadatokat a helyzetéről. A balesetben a hegymenetben hajózó Hableány nevű magyar rendezvényhajó (hivatalosan: termes személyhajó) ütközött össze a szintén hegymenetben hajózó MV Viking Sigyn svájci szállodahajóval (hivatalosan: kabinos személyhajó), melyek közül a Hableány felborult és teljesen elmerült a vízben. 
A szerencsétlenül járt hajón a baleset időpontjában 35 ember volt, közülük 7 embert emeltek ki élve a vízből. A rendőrség hivatalos honlapján június 14-én tette közzé, hogy a Duna érintett, 215 kilométeres szakaszán 19 hajóval folyamatosan végzik a keresést a kiemelt Hableány átvizsgálása után is. A július 6-án reggelig tett hivatalos bejelentések szerint a megtalált halálos áldozatok száma 27 (25 dél-koreai utas és a hajó 2 fős magyar legénysége), az eltűntként keresettek száma 1 volt.
A balesetet követően, aminek világviszonylatban nagy volt a visszhangja, óriási anyagi és presztízsveszteség érte a magyar hajóturizmust. A dél-koreai turisták zöme a tragédiát követő napokban szinte rögtön elhagyta Magyarországot. Rajtuk kívül még rengeteg külföldi mondott le sétahajózásokat és egyéb vizitúrákat. Az ezekből származó bevételek kiesése nagy veszteséget okozott az ágazattal foglalkozó cégeknek.

## A baleset
A Budapesti Rendőr-főkapitányság 2019. május 29-én 21:14-kor kapott bejelentést arról, hogy a Dunán felborult és elsüllyedt egy turistákat szállító sétahajó, a Kossuth Lajos tér közelében. Az Országos Vízügyi Főigazgatóság szerint a baleset időpontjában a Duna vízhozama a normális mennyiség duplája, másodpercenként 4000-4500 köbméter volt. Hajózási szempontból azonban nem volt extrém az időjárás, a vízügyi hatóság nem rendelt el zárlatot. Nem volt köd, a látási viszonyok sem voltak rosszak. Tóth Mihály, a hajót üzemeltető Panoráma-Deck Hajózási Kft. szóvivője másnap még azt nyilatkozta, hogy feltételezése szerint az utasok közül a legtöbben a hajók belsejébe mentek a szakadó eső miatt, azonban a baleset egyik túlélője 31-én elmondta, hogy emlékezete szerint talán 20-an tartózkodtak a kabinon kívül.
Mint később kiderült a Panoráma-Deck Hajózási Kft. által rendezvényhajóként üzemeltetett, 60 ember befogadására képes, 27 méter hosszú, 150 lóerős motorral felszerelt, Hableány nevet viselő hajón 35-en tartózkodtak, egy dél-koreai turistacsoport 33 tagja és a kétfős magyar személyzet. Az utat szervező Very Good Tour Co., Ltd. dél-koreai utazási iroda információi alapján a dél-koreai csoportban 30 turista volt, két idegenvezető és egy fotós. A legtöbben a családjukkal utaztak, a legfiatalabb utas 6 éves volt, a legidősebb 71 éves. A katasztrófa idején kilencfős hajózó személyzet szolgált a Viking Sigyn szállodahajón, a kapitány, az első tiszt, a fedélzetmester, a gépész és a matrózok.
A szerencsétlenség másnapjára több videófelvétel is előkerült, amelyeken láthatóak a balesetet közvetlenül megelőző pillanatok. Ezek azt tanúsítják, hogy az eset idején igen sűrű volt a hajók forgalma a Margit híd alatti Duna-szakaszon, mindkét hajó egymáshoz közel hegymenetben haladt, közelebb a pesti Duna-parthoz, ütközésük pedig előzés közben, a szobrokkal díszített mederpillérek között, a hídpálya alatt történt.
A baleset előtti pillanatokban a két hajó közül a 6 km/h sebességgel haladó Hableány járt előrébb, a hajózási szabályzat szerint az egymást előző hajók nem változtathatják meg sem sebességüket sem menetirányukat, ha ezzel az összeütközés veszélyét idéznék elő. Az eseményt rögzítő ipari kamerák felvételei és a katasztrófa minden részletét vizsgáló rendőrségi vizsgálat alapján valószínűsítik, hogy a maximálisan 28 km/h sebességre képes, ezertonnás Viking Sigyn 13-14 kilométer/órás sebességgel utolérve a negyventonnás Hableányt, a tatjának ütközött, megperdítette a jóval kisebb méretű hajót majd maga alá gyűrve tovább görgette a víz alatt. Van olyan feltételezés is, hogy nem maga a sebességkülönbség okozta az ütközést, hanem amikor a Viking Sigyn orra a Hableány fara mellé ért, akkor a hajók közötti kis távolság és az erős áramlás miatt Bernoulli törvénye szerint a nagyobb hajó magához „szippantotta” a kisebbiket. A Hableány az oldalára fordult és hét másodperc alatt elsüllyedt. A Személyhajósok Szövetsége 2019. június 1-én közzétett videófelvételén közvetlen közelről elemezhető a hajók poziciója a baleset pillanatában és az azt követő percek is. Az is kiderült, hogy az ütközés 21:05 körüli időpontban történt, ennek ellenére a rendőrség tevékenységirányítási központjába a legelső bejelentés csak 21:15 körül érkezett meg az eseményről.

## A mentés

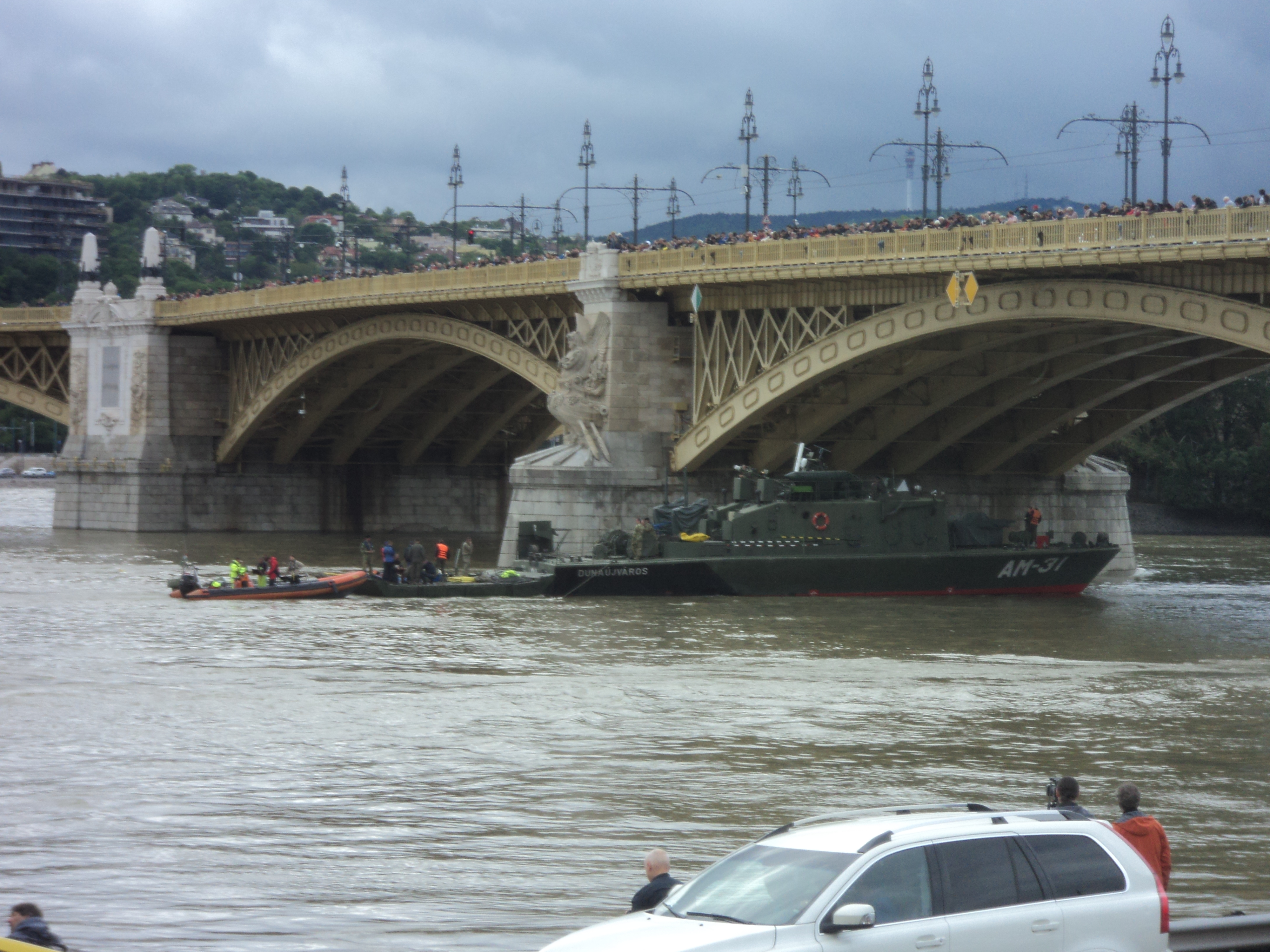
A Hableány kiemelésének előkészületei 2019. május 30-án

### Az első 24 óra mentési eseményei
A baleset időpontjában szolgálatot teljesítő Tolnay Zoltán hajóskapitány szerint egyik hajózási rádiócsatornán sem jeleztek veszélyhelyzetet. Elsőként a MAHART–PassNave „Budapest” rendezvényhajója vette észre, hogy baleset történt, onnan hangzott fel először az „Ember a vízben!” figyelmeztetés is. A mentésben részt vevő vízimentők és a környéken állomásozó hajók rádiókapcsolaton keresztül kommunikáltak egymással.
2019. május 29-én 21:15-kor egy polgári bejelentést követően az Országos Mentőszolgálat 14 mentőegységet irányított a helyszínre, a Dunai Vízirendészeti Kapitányság első hajója 21:29 perckor érkezett a helyszínre. A Margit híd és az Erzsébet híd közötti szakaszra hajózási zárlatot rendeltek el. A mentést jelentősen nehezítette az időközben beállt sötétség, az esős, hideg idő és a magas (a balesetkor 501 centiméteres) vízállású Duna erős, 9–11 km/h sebességű erős sodrása. A baleset idején a Duna 10–12 fokos volt. Éjfél előtt a folyó teljes, Budapest alatti szakaszára kiterjesztették a mentést. A helyszín közelében kimentett emberek közül hét főt könnyebb sérülésekkel, kihűlési tünetekkel szállítottak kórházba, a halottak száma az első jelentések szerint három volt, a május 30-án kevéssel 0 óra után, a pesti alsó rakparton megtartott sajtótájékoztatón ezt a számot már hétre emelték, míg eltűntként a mentésnek ebben a szakaszában 16 főt tartottak számon. A mentésbe vidéki mentőegységek, tűzoltók, a honvédség szakemberei és nagyszámú búvár is bekapcsolódott.
A hatóságok másnap reggelre azonosították az elsüllyedt roncs megtalálási helyét a Duna mélyén, ahonnan azonban előreláthatólag több fázisban lehet csak kiemelni azt. Mun Dzsein, Dél-Korea elnöke a történtek miatt kormányzati szintű operatív csoport felállítását rendelte el a bajba jutottak és családjuk megsegítésére. A szöuli külügyminisztérium szóvivője egyben bejelentette, hogy Kang Kjonghva külügyminiszter asszony személyesen is Budapestre utazik.

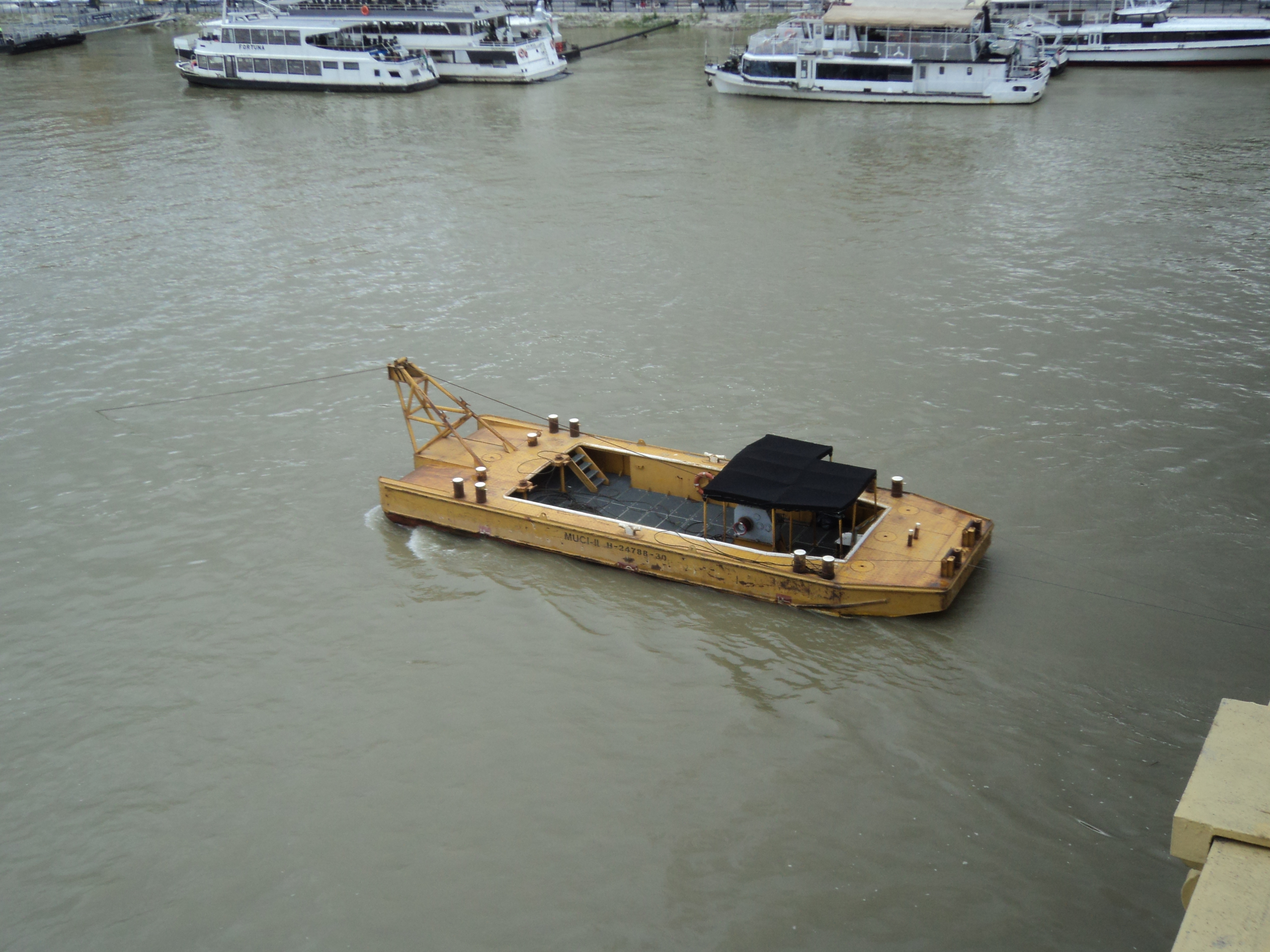
Csörlőszerkezet a Hableány elsüllyedésének közelében a Dunán, 2019. május 30-án

2019. május 30-án a késő délutáni-kora esti órákban a magyar rendőrség közreadta azon helyszínek listáját, ahol az addig előkerült hét halálos áldozat holttestére rátaláltak. Ezek szerint a szerencsétlenség helyszínéhez legközelebb a Várkert Bazár közelében találtak egy elhunytra, akit 22.35-kor emeltek ki a vízből, de időrendi sorrendben ennél lényegesen korábban is találtak már elsodort utasokat, akiket végül újraélesztési kísérletekkel sem sikerült megmenteni. Egy főt 22.00-kor találtak a Petőfi tér közelében, egy másikat 22:15-kor a Nemzeti Színháztól nem messze, 22.20-kor pedig a Rákóczi híd előtt is kiemeltek egy szerencsétlenül járt embert a Duna vizéből. További egy halottat emeltek ki 23:27 körül a budafoki, belvárostól délre eső Duna-szakaszon, majd még éjfél előtt, 23:54-kor további két elhunytat is találtak, az előbbi feltalálási helyszínnél kissé feljebb, a Ráckevei-Duna felső torkolatánál lévő Kvassay-zsilip közelében.
Május 30-án a helyszínre érkezett a Táncsics Mihály névre hallgató fixgémes úszódaru. A szerkezetnek azonban végül nem vették hasznát, egy szakember szerint ugyanis az úszómű évek óta üzemen kívül van, és egyébként is alkalmatlan a roncs kiemelésére.

### Az első 24 órát követő napok mentési eseményei
Szijjártó Péter külügyminiszter május 31-én megtett bejelentése szerint Pintér Sándor belügyminiszter a Terrorelhárítási Központ főigazgatóját, Hajdu Jánost jelölte ki a mentési, felderítési műveletek irányítására.
Május 31-én, a késő esti órákban a Vízimentők Magyarországi Szakszolgálata közreadta az elsüllyedt hajóról készített első szonárképet, amely alapján arra következtettek, hogy a Hableány az oldalán fekszik oly módon, hogy a legmagasabban lévő pontja is mintegy két méterrel került a vízfelszín alá, a legmélyebben fekvő pontja pedig nagyjából 7,5 méterre került a vízfelszíntől. A műszert az osztrák terrorelhárítás (Cobra-különítmény) munkatársai biztosították, ezzel tudták megállapítani a hajó pontosabb helyét. A szomszédos ország különítménye elsőként küldött szakembereket, majd ezt követően a speciális szonártechnikát is saját helikopterükkel, 24 órán belül a helyszínre juttatták. A dél-koreai delegáció 54 fővel érkezett Budapestre, közöttük 27 speciálisan kiképzett búvárral.
A cseh szolgálat négy speciálisan képzett búvárt küldött és víz alatti drónokat ajánlott fel. Egy norvég szonár képe, amely az addigi legrészletesebb volt, június 3-án került nyilvánosságra. E szerint a roncs legmélyebb pontja 9 méter mélyen fekszik. Ez és a GPS-koordináták alapján határozták meg a lehetséges merülési pontokat. Két irányt dolgoztak ki a műveletek elvégzésére: vagy víz alatt marad a hajó, és csak a holttesteket hozzák fel, vagy a holttestekkel együtt a hajótestet is kiemelik. Június 3-ától kezdődően naponta több felderítőmerülést végeztek a szakemberek, de csak a búvárok életének veszélyeztetése nélkül. A hajó kiemelését csak akkor tudják megkezdeni, ha a vízszint apad és a Clark Ádám úszódarut a helyszínre tudják úsztatni.

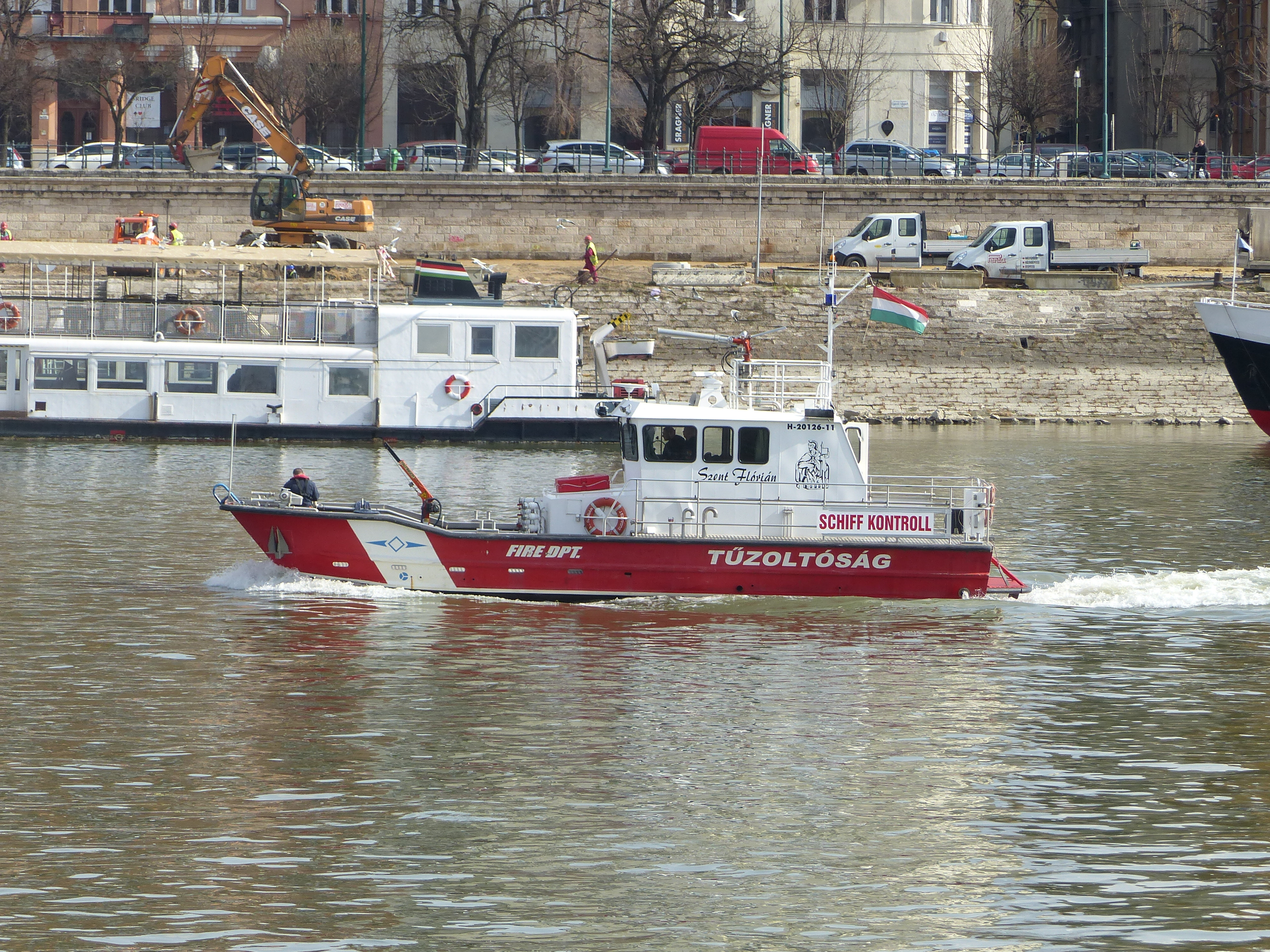
A Clark Ádám úszódarut a mentés helyszínére vezető Szent Flórián 2017-ben

A június 3-i felderítő merülések során délelőtt a magyar szakemberek egy holttestet találtak a folyómederben, amelynek megjelölése után tovább folytatták tevékenységüket, a roncs állapotának felmérését. A délutáni merülés során két dél-koreai búvár is lemerült, ők hozták felszínre a testet. E közben délelőtt Hartánál, a Duna Bács-Kiskun megyei szakaszán is találtak egy holttestet, aki a Hableány egyik utasa volt. Június 4-én újabb holttestet hoztak fel, akit reggel a hajóroncs ablakában fedezték fel, délután pedig Kulcsnál, illetve az adonyi kompkikötőnél emeltek ki a Dunából és azonosítottak egy-egy áldozatot. Június 5-én a kora reggeli órákban a műszaki mentésért felelős nemzetközi csapat egyik magyar búvára talált rá egy újabb holttestre a hajó egyik nyílászárójánál, miközben a hajóroncs műszaki állapotát mérte fel, lehetséges rögzítőpontokat keresve a későbbi kiemeléshez. Ezzel egy időben indult és kora délután meg is érkezett az újpesti vasúti hídhoz a Clark Ádám úszódaru, de a folyó magas vízszintje miatt várakozásra kényszerült, meg kellett várnia a 420 centiméterre apadást a biztonságos továbbhaladás érdekében. Ez idő alatt tovább folyt annak felderítése, milyen állapotban van a víz alá süllyedt hajó, és hol lehet behúzni alá köteleket, hogy a legbiztonságosabb módon hozzák felszínre. Ha sikerül sok ponton rögzíteni, optimális esetben 20–30 perc alatt lehet kiemelni. Délután a Margit hídnál és Ercsinél is kiemeltek egy-egy testet, akiket az esti órákra, illetve a még éjjel, a Szabadság hídnál talált újabb holttestet, másnap délutánra azonosítottak.
Június 6-án a Duna vízállása a reggel 8 órás adat szerint 458 centiméter volt. A korábbi apadáshoz mérten – aminek köszönhetően a Clark Ádám úszódaru behajózhatott Budapest határába – a vízszint a folyó vízgyűjtő területeiről a hirtelen meleg miatt megindult olvadékvíztől újra emelkedésnek indult, az Országos Vízügyi Főigazgatóság előrejelzése szerint másnap délelőttig a vízszintnek még 5–10 centiméter emelkedése volt várható. Közben a búvárok, közlekedési szakemberek, hajómérnökök és további szakemberek megállapították a kiemelési pontokat, befűzték a hevedereket az emeléshez, valamint rögzítették a roncsot egy csörlő segítségével, hogy ne tudjon mozogni a mederben, és befedték az ablakokat. Fontos feladat volt, hogy az áramlás és a hajónak a baleset következtében bekövetkezett, de a látási viszonyok miatt nem ismert esetleges állapotváltozása miatt a kiemeléskor ne roppanjon meg és törjön ketté a hajótest. A nehéz munka a körülmények miatt mind lelkileg, mind fizikailag komoly nyomást helyezett a búvárokra. Az azonosítások helyszíne a Semmelweis Egyetem Igazságügyi és Orvostani Intézet, ahol az orvosszakértők különleges ismertető jegyeket keresnek, majd az azonosítást a rendőrök végzik ujjlenyomatok, DNS-maradványok és fogászati vizsgálat segítségével. A koreai csapat elsősorban a DNS és ujjlenyomat alapján történő azonosításban segített. A dél-koreai Interpol vezetője elmondta, minden dél-koreai állampolgár ujjlenyomata a nemzeti rendszerükbe kerül, amikor megkapja személyigazolványát. Délelőtt a Rákóczi híd környékén, délután Érd térségében, este pedig a Szabadság híd környékén (a Bálnánál) emeltek ki testeket. Mindannyian a baleset áldozatai. Legutóbbi a hajó magyar legénységének tagja. Az Országos Vízügyi Főigazgatóság kezdeményezte a szlovák vízügyi szerveknél, hogy a hidrológiai előrejelzések függvényében egy megbeszélt időpontban négy órán keresztül másodpercenként ezer köbméter vizet tartsanak vissza a bősi erőműnél. Ettől a Duna magyarországi szakaszán az apadás átmeneti felgyorsulását várták. Így a Clark Ádám úszódaru hamarabb közelíthetné meg a hajóbaleset helyszínét, és megkezdhetné a hajóroncs kiemelését.

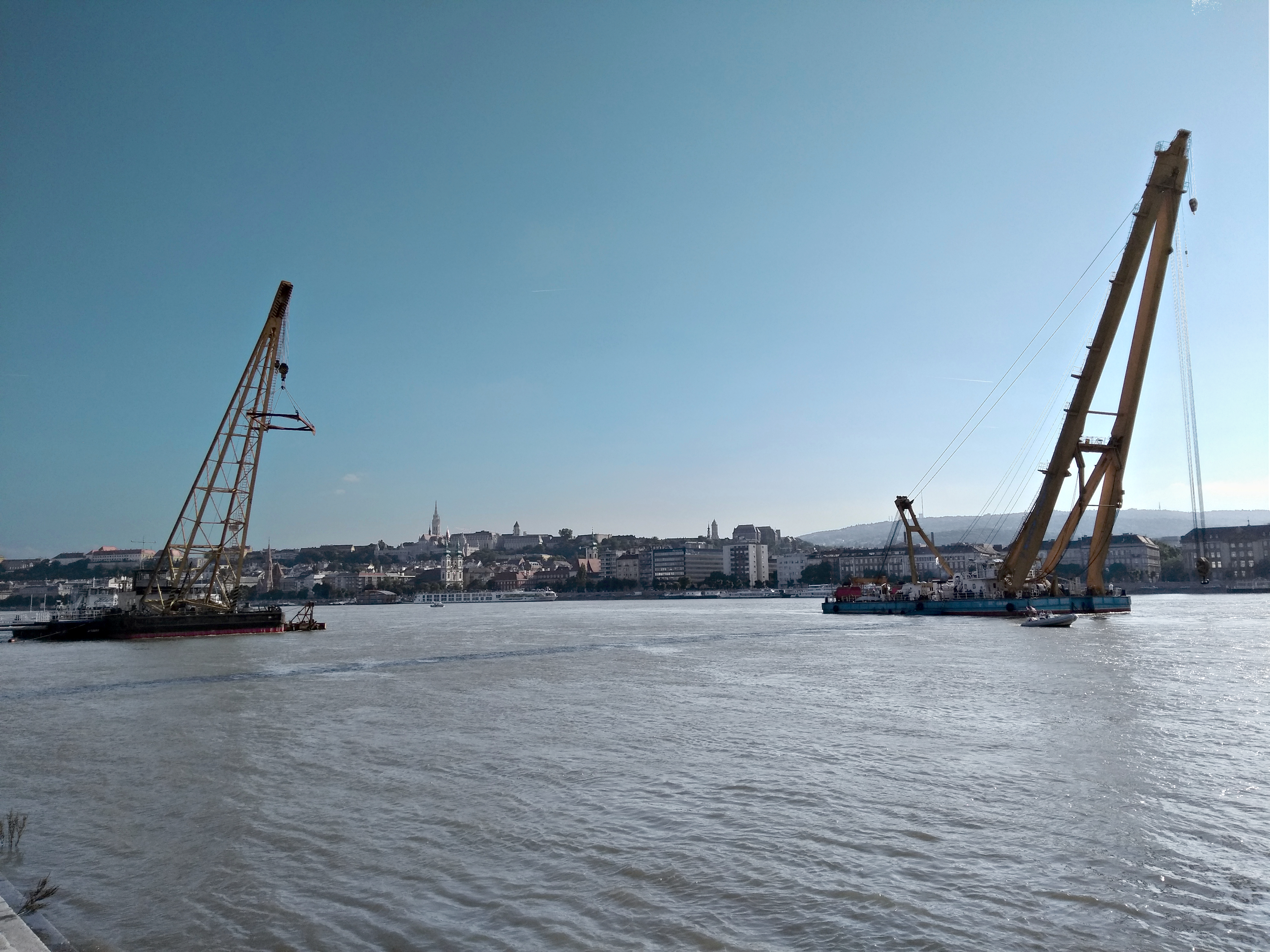
A Táncsics Mihály és a Clark Ádám úszódaruk Budapesten

Június 7-én Prohászka Richárd, a BRFK Dunai Vízirendészeti Rendőrkapitányság vezetője sajtótájékoztatóján elmondta, hogy: 200 kilométeren intézkedik a rendőrség, hat hajó 2-2 fővel járőrözik Budapesten, ezen kívül a déli Duna-szakaszon még 9 hajót állítottak szolgálatba. A keresés során társszervekkel dolgoznak együtt, modern szonár, távcső és éjjellátó is segíti a kutatómunkát, illetve tetemkereső kutyákat is bevetettek, amik addig 3 holttestet találtak, továbbá lakossági bejelentés is történt. Az előző nap megtalált magyar áldozat azonosítása is megtörtént, a hajó matróza volt. A magasabb (biztonságos 420 helyett 466 centiméteres) vízállás ellenére, két nappal a kiemelés tervezett dátuma előtt a Clark Ádám úszódaru három óra előtt néhány perccel mégis átjutott a Margit híd alatt is, mert nem akarták megkockáztatni, hogy az emelkedő vízszint miatt nem áll rendelkezésre. A manőverezésben a Szent Flórián hajó segítette a szűk területen nehezen irányítható pontonhajót. Közben tovább folytatták a Hableány kiemelésének előkészítését, hiszen ekkor még többek között a hajó sodrás felőli oldalához sem tudtak eljutni a búvárok.

### A Hableány kiemelése
A Terrorelhárítási Központ (TEK) javaslatára a légi közlekedésért felelős hatóság vezetője a Duna érintett szakaszán (amely Budapesten, az Árpád hídtól északra 1 km-re kezdődik és délen egészen Paksig tart, valamint a Dunától keletre és nyugatra változó szélességben átlagosan 2–2 km) a légtér korlátozását rendelte el 2019. június 3-tól 2019. június 16-án éjfélig.
A Budapesti Műszaki és Gazdaságtudományi Egyetem mérnökeinek számítása alapján négy drótkötél-hevederrel – egyet a hajó elején, kettőt középen a gépház alatt, ahol a legnagyobb a veszélye annak, hogy a hajó kettétörik, egyet pedig a tat alatt vezetnek át – támasztják alá és húzzák föl a Hableányt, a daru segítségével. Június 7-ére – a Clark Ádám úszódaru megérkezésével – már minden szükséges eszköz a helyszínen rendelkezésre állt a balesetet szenvedett hajó kiemeléséhez, leszámítva a kötelet, amellyel a hajó alatt átvezetett hevedereket a daruhoz rögzíthetik. Ezek gyártása ekkor még folyamatban volt.

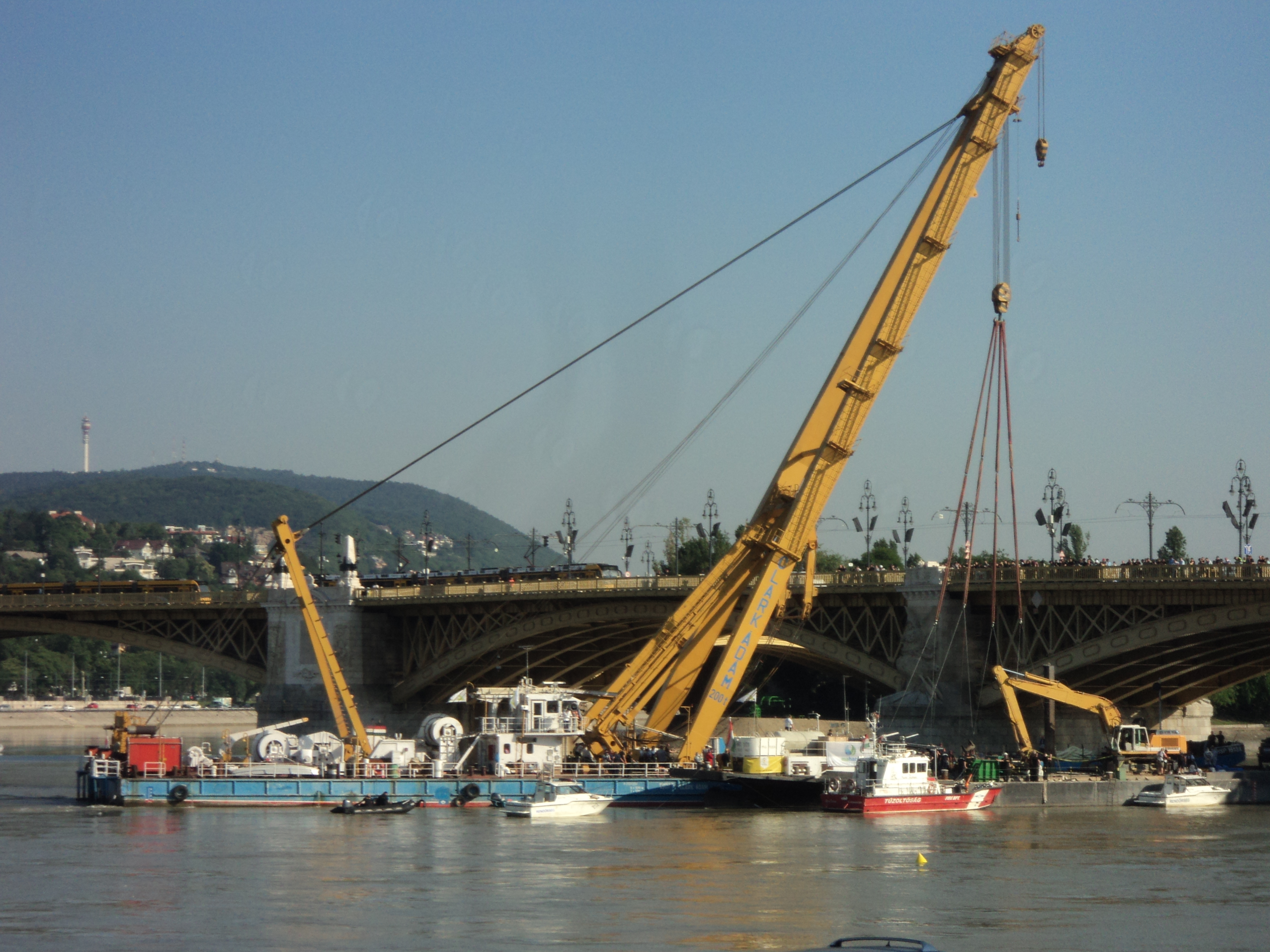
A Hableány kiemelése 2019. június 11-én

Június 8-án délután a Duna százhalombattai szakaszán találtak rá és másnapra azonosították a hajóbaleset egyik utasának holttestét. 8-án bekapcsolódott a keresésbe, és szolgálatba állt egy németországi kutyás csapat is – víz alatti áldozatkereső állatokból ugyanis nagyon kevés van a világon. A Dunán az apadás 9-én még lassú volt, 10-ére pedig már felgyorsult, az Országos Vízügyi Főigazgatóság tájékoztatója szerint ezután Budapestnél folyamatos, a korábban jelzettnél némileg intenzívebb vízszint csökkenés valószínűsíthető.
Eközben folytatódtak a hajóroncs meder fenekéről történő felhozatalának munkálatai a Dunán. Június 8-án négy bekötési ponton az úgynevezett befűző köteleket vezették át, és az egyik oldalon a kiemelésben résztvevő bárkához rögzítették. A kötelek másik végét egy másik bárkához erősítették, majd az is elfoglalta a helyét, a TEK beszámolója szerint. Ezután az ez előbbiek segítségével az emelőhevederek – melyek mindegyike 6 darab sodronykötélből áll – behúzása és átfűzése, majd igazítása és stabilizálása a következő feladat (ami az ellenőrzéseket leszámítva felszínről zajlik). Ezek végeztével az úgynevezett seklik (u alakú emelőtechnikai szerkezetek) elhelyezését követően újabb ellenőrzések és számítások után tűzhető ki a hajó pozícióba helyezése és vízfelszínre hozatala. A hétvégi előrejelzések szerint legkorábban pünkösd után, június 11-én kedden kerülhet sor a – hordalékkal és a vízzel együtt körülbelül 60 tonna súlyú – Hableány kiemelésére. Ez fél-egy óra alatt megtörténhet. Ha már minden ablak a felszínen lesz, a segédhajókról megkezdik a víz kiszivattyúzását. Ez egy hosszabb, elhúzódó folyamat. Ekkor tudják majd eldönteni, milyen módon szállítják el a hajót.

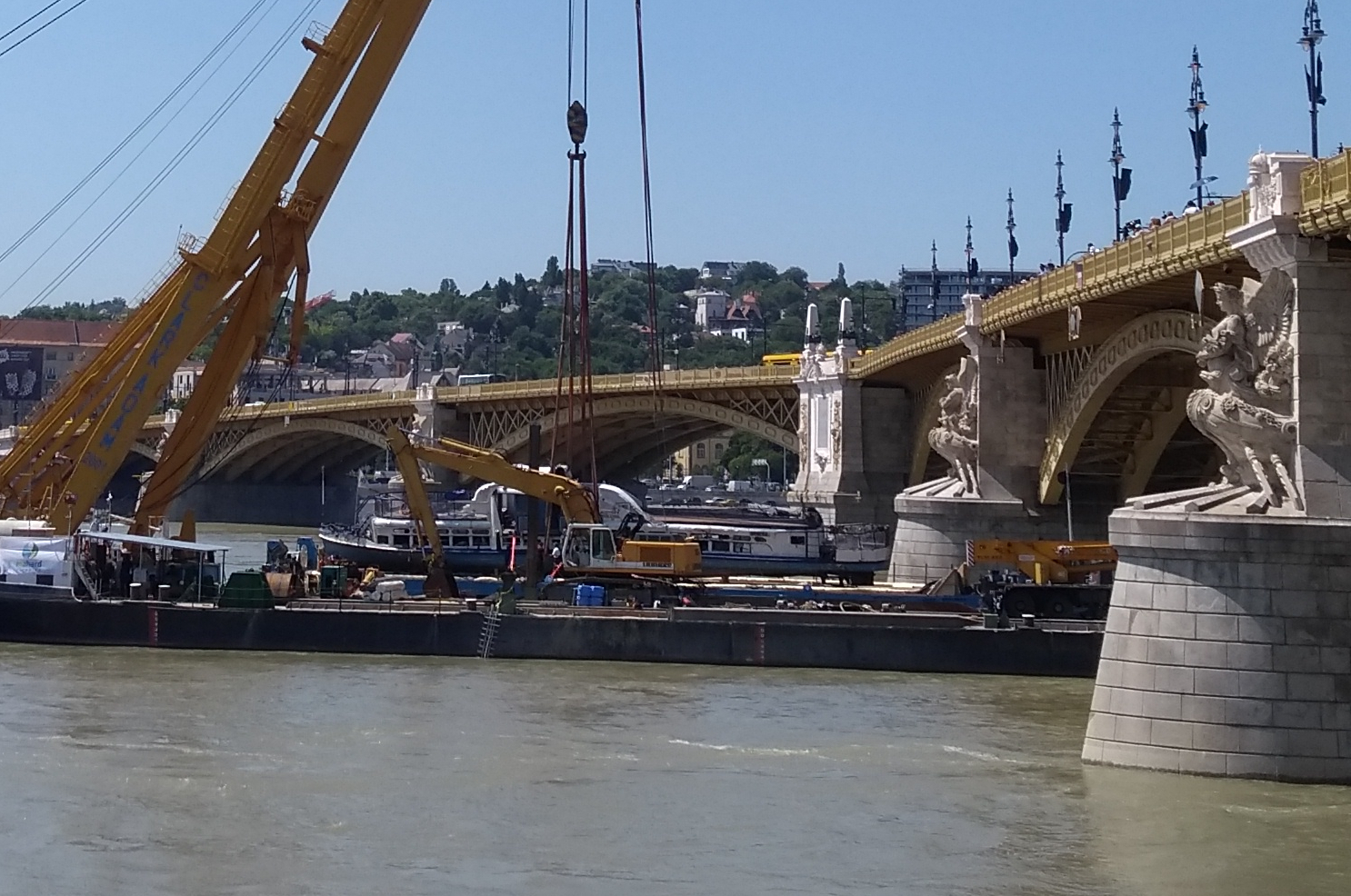
A Clark Ádám úszódaruval kiemelt Hableány roncsa az uszály fölött 2019. június 11-én

Június 10-én délután öt órára a négy emelő heveder a hajó alatt volt, és megtörtént az ellenőrzésük. Így ezután a Clark Ádám úszódaru megkezdte a pozicionálást oda, ahonnan végrehajtja az elsüllyedt hajó kiemelését. Rögzítése, valamint a teljes úszómű összeigazítása a Duna erős sodrása miatt nehéz folyamat. Ezután akaszthatják a hevederekkel összekötött kötélrendszert a Clark Ádám csigájára, amit újabb ellenőrzések és számítások követnek – de garantálni nem lehet, hogy a hajótesttel nem történik-e mégis valami. Az emelés első fontos és egyben kritikus emelési pontja a hajó elszakadása volt az aljzattól. Ezután víz felszínén először a roncsolt kapitányi híd jelent meg – ez volt a második megállítási fázis, aminél a Fővárosi Tűzoltóság búvárai megvizsgálták, rekedhettek-e bent áldozatok. A következő emelési szakaszban a napozófedélzet maradványainak szintje jelent meg, amelyet szintén átvizsgáltak. Az utolsó ciklusban már egy folyamatos emelést terveztek a szakemberek, amivel a hajót egy bárkára helyezik és ott rögzítik, hogy később a rendőrség kivizsgálás céljából elszállíthassa a roncsot. A sajtó munkatársai regisztrációt követően dokumentálhatták a folyamatot. A TEK felhívta a figyelmet arra, hogy bár befolyásolni nem tudják, de kérnek mindenkit a kegyeleti szempontok maximális figyelembe vételével járjon el.
2019. június 11-én hat órakor megkezdődött a Hableány személyszállító roncsának a kiemelése a Dunából. Reggel fél 9-ig négy holttestet találtak meg. Elsőként a kapitányi hídról, valószínűleg a hajó kapitányát emelték ki. Később megtalálták a hajón utazó kislányt is – hivatalosan nem megerősített hír alapján – az édesanyjával, akiknek, miután kiemelték őket a vízből, tisztelegtek a mentőegységek. A hajótestben, már a kiszivattyúzás után, mintegy 80 centiméter magas iszapban keresték az áldozatokat a katasztrófavédelem búvárai. A kutatást nehezítette a hajóban felborult bútorzat, a székek és asztalok elhelyezkedése is. A búvárok biztonságának érdekében ezért a munkát meg kellett szakítani, de az iszapból előkerülhetnek még holttestek. A Hableányt a kimentési műveletek után a Botond tolóhajó segítségével egy uszályon délután Csepelre vontatták, ahol a mentés során megkezdett rendőrségi szemle tovább folytatódik. Az ekkor még továbbra is keresett négy utas megtalálására a belügyminiszter kérésére a rendőrség megduplázta az eltűntek kutatásban részt vevő rendőri erők létszámát.

### A Hableány kiemelése utáni események
Június 12-én késő délután a Dunai Vízirendészeti kapitányság munkatársai a Duna Bölcske és Madocsa közötti szakaszán emelték ki a baleset egyik áldozatát. 2019. június 12-én befejeződött a hajó szemléje, abban további holttesteket nem találtak.
Június 22-én újabb holttestet találtak a Dunában, Csepelnél. A test azonban olyannyira rossz állapotban volt, hogy a rendőrség csak 2019. június 28-án tudta bejelenteni, hogy azonosították a Hableány egyik utasaként. A kutatásban résztvevők a Duna Margit hídi szakaszától a déli országhatárig továbbra is kerestek még két dél-koreai utast. Az áldozatok keresésében részt vevő gyalogos járőrök 2019. július 5-én délelőtt Makád térségében a Dunában, hordalékon fennakadva találtak rá egy áldozatra, akit másnapra azonosítottak.
A Yohnap koreai hírügynökség július 29-i közlése szerint a koreai mentőalakulatok befejezték a kutatást az utolsó eltűnt személy után. A magyar hatóságok augusztus 19-ig folytatják a keresést.

### A mentésben, kutatásban és roncskiemelésben segédkező fontosabb hajók

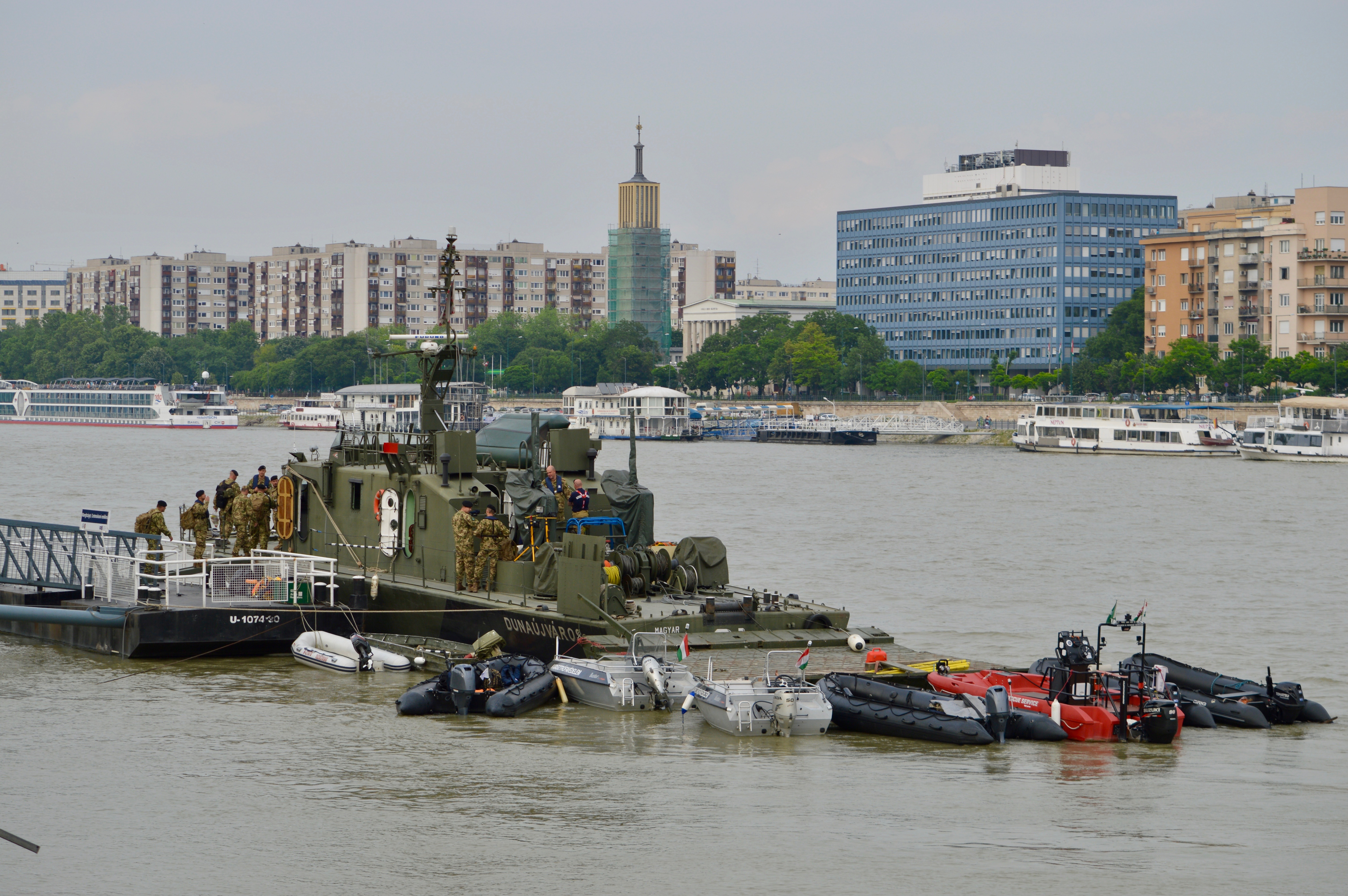
Az AM–31 Dunaújváros aknamentesítő hajó és a katasztrófavédelem motorcsónakjai 2019. június 6-án Budapesten

- a Budapest rendezvényhajó (MAHART–PassNave Személyhajózási Kft.), az első hajó, amelyik észlelte és rádión jelezte a balesetet, erről hangzott el először az „Ember a vízben!” figyelmeztetés[105]
- a Hullám rendezvényhajó (MAHART–PassNave Személyhajózási Kft.), amely az elsők között érkezett a helyszínre, és két embert mentett meg,[106] illetve a Halászbástya rendezvényhajó, amelynek személyzete ugyancsak két embert mentett ki[107]
- az AM–31 Dunaújváros aknamentesítő hajó[108] (Magyar Honvédség 1. Honvéd Tűzszerész és Hadihajós Ezrede)[109]
- a Szent Flórián tűzoltóhajó[110] (Országos Katasztrófavédelmi Főigazgatóság)
- a Clark Ádám billenőgémes úszódaru (HSP Hídépítő Speciál Építőipari Kft.)[97]
- a Botond tolóhajó[111] (HSP Hídépítő Speciál Építőipari Kft.)
- a Vízimentők Magyarországi Szakszolgálata és Önkéntes Tűzoltó Egyesület (VMSZ) dunai mentőhajója, a hivatalos üzembe helyezés előtt
- a Kitűző III és a Kitűző V kitűzőhajók (Közép-Duna-völgyi Vízügyi Igazgatóság (KDVVIZIG))
- a MAHARD–101 és a MAHARD–102 önjáróhajók (Ma-Hard Hajózási és Vízépítő Kft.)
- a HSP 1513A pontonhajó (HSP Hídépítő Speciál Építőipari Kft.)
- a BU–8 úszómű

### Roncsmentők
Összesen 43-an kaptak kitüntetést, köztük a mentésben részt vevő tűzoltók, búvárok, vezetők és a civilek.
- Bátorságérdemrendet kapott:
  - Ádám Tamás István, a Szökőár Kft. vezető búvára,
  - Bánki Frigyes, a Szökőár Kft. búvára,
  - a Terrorelhárítás vezető búvára és további öt búvár
  - egy tűzoltóhajós-kapitány.
- Rendkívüli helytállásért érdemrendet kapott:
  - Hajdu János, a Terror Elhárítás főigazgatója,
  - a Clark Ádám daru kapitánya,
  - a Terrorelhárítás főigazgatójának helyettese,
  - a Terrorelhárítás társadalmi kapcsolatokért felelős vezetője,
  - a Kató Hídépítési Kft. vezetője és két munkatársa,
  - egy körzeti megbízott,
  - a belügyminisztérium sajtófőnöke,
  - a hajó kiemelésében részt vevő egyik egyetemi docens,
  - az egyik helikopterpilóta,
  - egy merülési vezető,
  - egy főtanácsadó,
  - egy tűzoltó,
  - egy rajparancsnok,
  - a Terrorelhárítás kabinetigazgatója,
  - a tűzszerész hajós
  - a Szökőár Kft. vezetője.
  - négy hajós arany fokozatú kitüntetést kapott[112]

## Az érintett hajók

### A Hableány

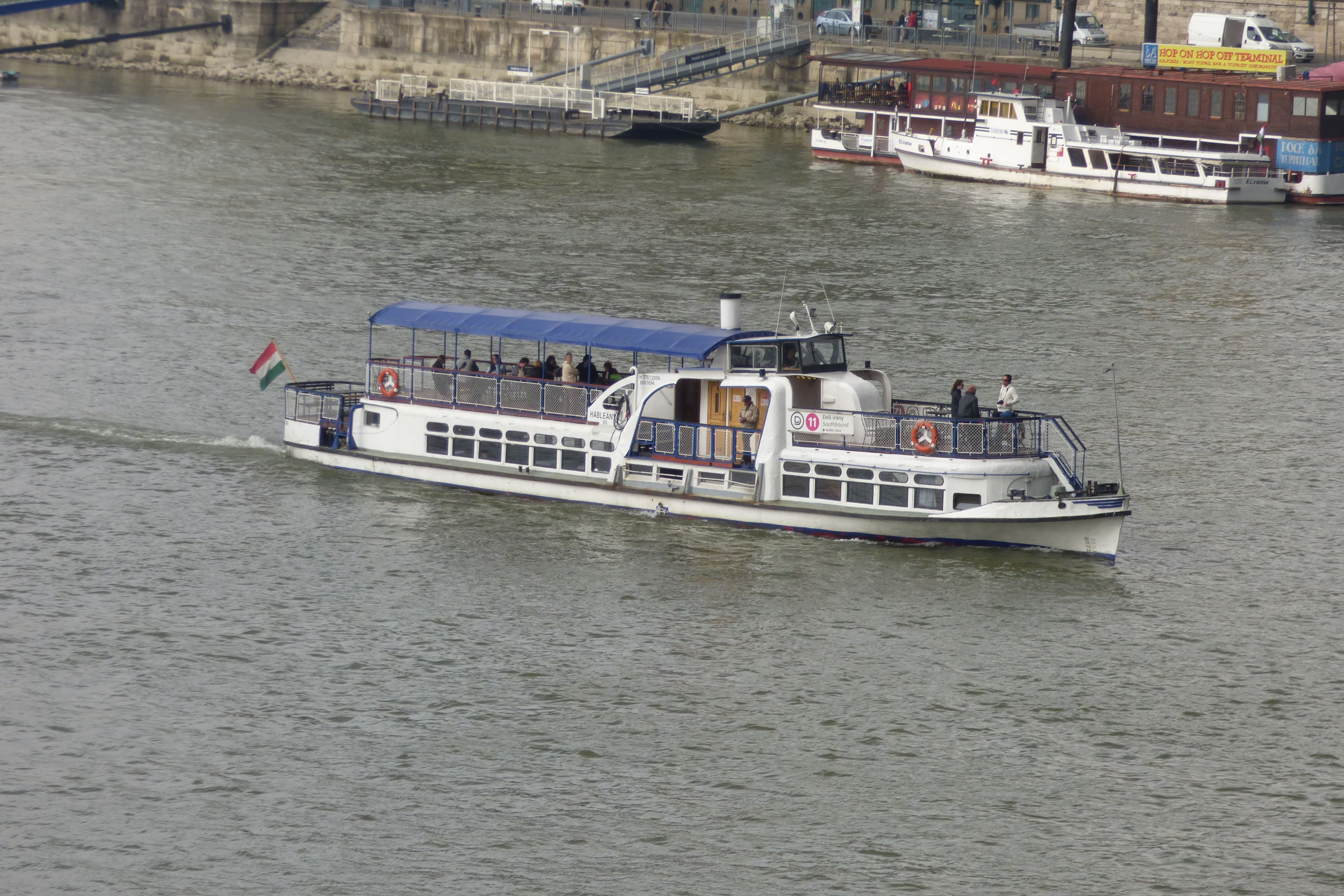
A Hableány 2017-ben a Vigadó térnél

A balesetben érintett kisebbik, „Hableány” hajó egy Projekt 544 (Moszkvics) típusú motoros személyhajó volt, a Szovjetunióban, a mai Ukrajna Herszoni területén lévő Herszoni Hajóépítő és Hajójavító Üzemben épült 1949-ben. A (kezdetben, a főgépcsere előtt még 150, majd) 60 ember befogadására képes, 27,2 méter hosszú, 4,8 méter széles, 5 méter magas, 150 lóerős RÁBA 150 típusú motorral felszerelt hajó tömege (a kezdeti információk szerint körülbelül 40, a TEK június 3-ai tájékoztatóján azonban kiderült) 50 tonna. 2003 óta a Panorama Deck Kft. üzemeltette városnéző sétahajóként, valamint fogadások és családi rendezvények lebonyolítására használták. A kft. szóvivőjének, Tóth Mihálynak az eseményt követő órákban megadott tájékoztatása szerint rendszeresen karban volt tartva és mentőfelszerelés is megfelelő számban volt rajta. A szerencsétlenség időszakában rutinszerűen közlekedett a Dunán. 2017-ben már egyszer volt egy kisebb balesete, akkor a Budapesti Közlekedési Központ D12-es hajójáratán bérelt hajóként közlekedve a rakpartnak ütközött.
Kapitánya a szerencsétlenség idején a mintegy negyvenéves hajósmúlttal rendelkező, kollégái szerint példás múltú és a legtapasztaltabb szakemberek közé tartozó Lombos László hajóvezető, matróza a hasonlóan nagy rutinú, 53 éves Pethő János volt. Érdekesség, hogy Lombos László 1983 szeptemberében részese volt a dunai hajózás egy másik nevezetes balesetének, gépkezelőként szolgált a Sirály I. szárnyashajón, amikor az Bécs alatt összeütközött egy szovjet tolóhajóval és kis híján elsüllyedt, a balesetben ketten meghaltak.

### Az MV Viking Sigyn

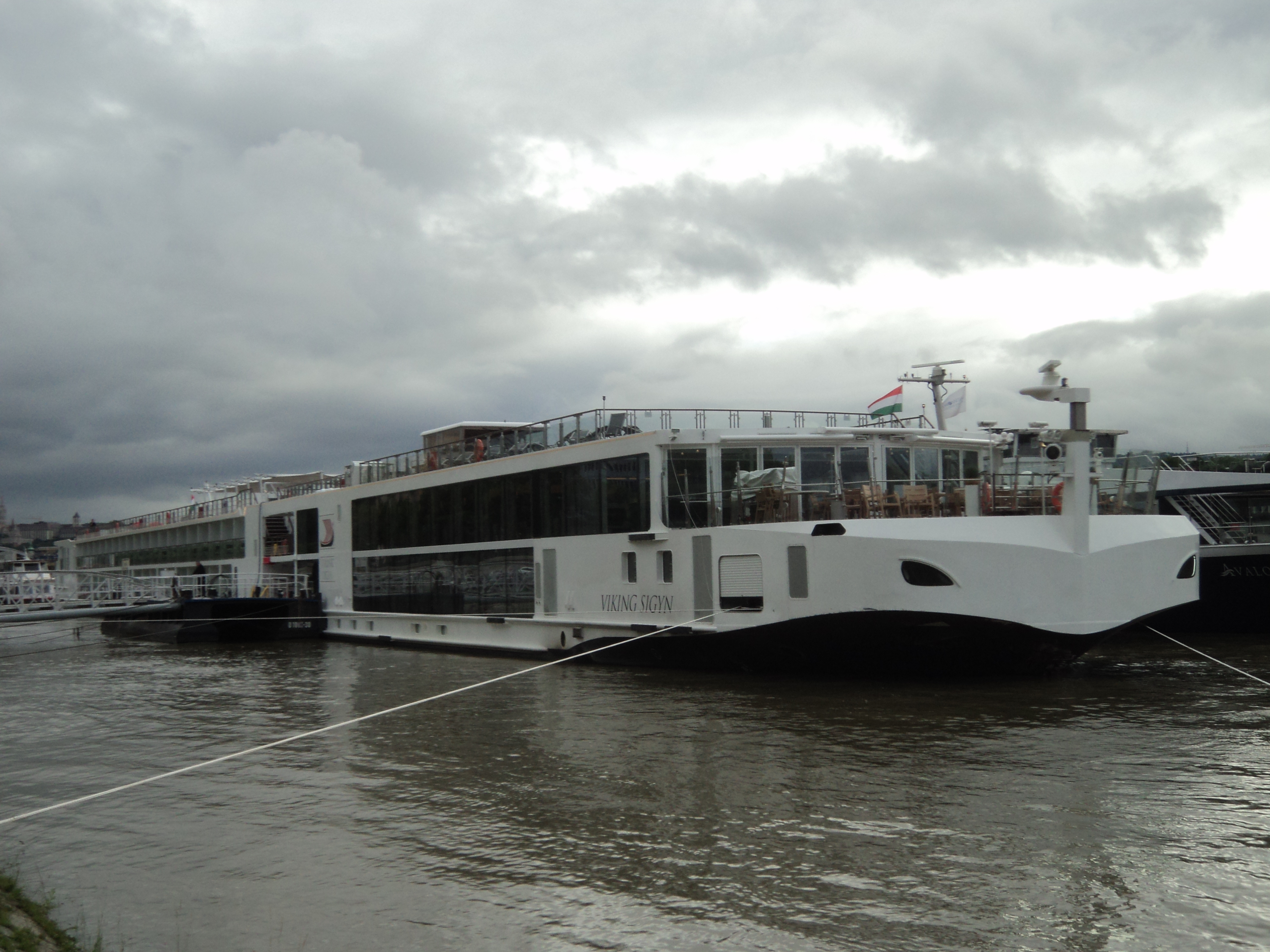
Az MV Viking Sigyn Budapesten a baleset után, 2019. május 30. A hajó orrán jól láthatóak az ütközés nyomai.

Az „MV Viking Sigyn”, 2019-ben átadott 95 szobás szállodahajó 135 méter hosszú, 11,45 méter széles, 5 méter magas, 190 utas és 49 fő személyzet befogadására képes. A hajó Svájcban van bejegyezve. Tulajdonosa, a szintén svájci székhelyű Viking River Cruises vállalat 1997 óta szervez folyami hajókirándulásokat.
A szállodahajót a baleset idején ukrán nemzetiségű kapitánya, Jurij Csaplinszkij irányította. A jármű Budapestről a németországi Passauba tartott. A baleset után a pesti Carl Lutz rakparton, a Garam 1. kikötőben lehorgonyzott szállodahajó orr-részén jól láthatóak voltak az ütközés nyomai.
A rendőrség a balesetben részes szállodahajón igazságügyi hajózási, nautikai szakértő bevonásával a rendőrség több, mint nyolc órás szemlét tartott, ami során kamerafelvételeket foglalt le és 4896 darab digitális fényképfelvételt készített. Lefoglalta a szállodahajón fellelhető valamennyi hajózási és informatikai rendszer adatállományát. Meghallgatták a szállodahajó személyzetét és minden utasát. Megszondáztatták, majd lefoglalták a hajóvezető telekommunikációs eszközeit, akit gondatlanságból elkövetett vízi közlekedés veszélyeztetése vétségének elkövetése miatt gyanúsítottként előbb kihallgattak, majd letartóztattak.
A hatóságok a szemlét és a kihallgatásokat követően továbbengedték a hajót, így a 2019. május 31-én a reggeli órákra új kapitánnyal a fedélzetén elhagyta Budapestet, ahonnan Passauba tartott. Onnan később újra Magyarország felé vette az irányt. Június 9-én este már az országhatárnál járt. A Vessel Finder hajókövető oldalon közöltek szerint ekkor Visegrád a célállomása, mivel azt Budapest helyett erre változtatták. A hajó 10-én reggel kötött ott ki. A baleset festéknyomait lefestették, a hajó útvonalát – nyilatkozat alapján hallhatóan – biztonsági okokból változtatták meg, utasai pedig buszra szálltak, majd délután a rendőrség újabb szemlét tartott. Ezután rövid budapesti tartózkodás után ismét szabadon folytathatta útját a hajó, következő körútjára.

## A nyomozás
Az esetet követően a rendőrség büntetőeljárás keretében kezdte meg a történtek körülményeinek kivizsgálását, vízi közlekedés veszélyeztetése bűncselekmény halálos tömegszerencsétlenséget okozó alakzatának gyanújával, akkor még ismeretlen tettes ellen. Az eljárásba a hatóságok szakértőket is bevontak.

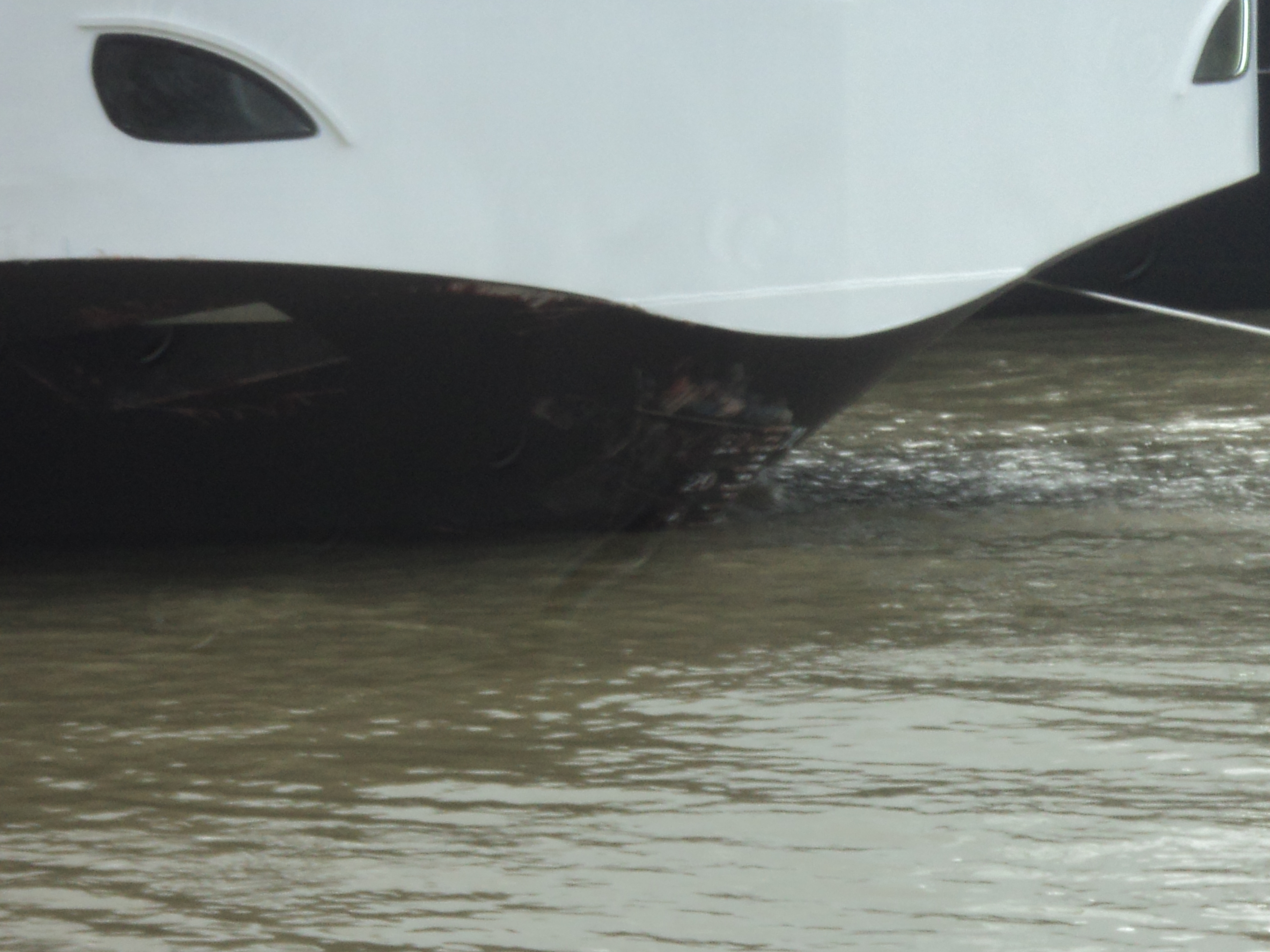
Festéknyomok az MV Viking Sigyn hajóorrán, 2019. május 30.

 A Hableányt az újpesti hadikikötőben őrzik, ahol a szakértők azt is vizsgálják, hogy a roncs melyik sérülése mikor keletkezett, az ütközéskor, vagy akkor, amikor a szállodahajó maga alá gyűrve a hajótestet, a roncsot megforgatta a víz alatt.
Nagyjából 24 órával a szerencsétlenséget követően a rendőrség bejelentette, hogy a beszerzett személyi és tárgyi bizonyítékok alapján a szállodahajó ukrán kapitányára, Jurij Csaplinszkij odesszai lakosra vonatkozóan felmerült a személyre szóló megalapozott gyanú, ezért gyanúsítottként hallgatták ki, majd azt követően őrizetbe vették és kezdeményezték előzetes letartóztatását, amit az eljáró Budapesti VI. és VII. Kerületi Ügyészség indítványozott is az illetékes bíróságon, mert álláspontjuk szerint a terhelt jelenléte csak így biztosítható az eljárásban.
Az ukrán kapitány a kihallgatását követően panasszal élt a gyanúsítás ellen, az őrizetbe vétele ellen viszont nem emelt szót. Tagadta, hogy szabályt szegett volna vagy bűncselekményt követett volna el; jogi képviselőinek egyike, M. Tóth Balázs azt is közölte a sajtóval, hogy a férfi 44 éve hajóvezető, és sosem volt még balesete.
A Fővárosi Törvényszék nyomozási bírája június 1-jén, első fokon úgy határozott, hogy az ügyészségi indítványnak helyt adva elrendeli az ukrán kapitány előzetes letartóztatását, de azzal a kitétellel, hogy a gyanúsított 15 millió forint óvadék letétele esetén, Budapest területén bűnügyi felügyelet alá kerülhet, nyomkövető eszköz alkalmazása mellett. A végzés még nem volt jogerős, mert az óvadék lehetőségének megállapítása ellen az ügyészség fellebbezést jelentett be.
A hatóságoknak a baleset időpontjától számított 72 órán belül mind a hét, addig előkerült holttestet sikerült azonosítaniuk, részben a dél-koreai társszervek közreműködésével, az elhunytakról levett ujj- és tenyérlenyomatok felhasználásával, részben az időközben Magyarországra érkezett hozzátartozók bevonásával, fényképes felismertetés útján. A későbbiekben, amennyiben ezek már nem voltak alkalmazhatóak, DNS-mintázat, illetve fogazat alapján identifikáltak.

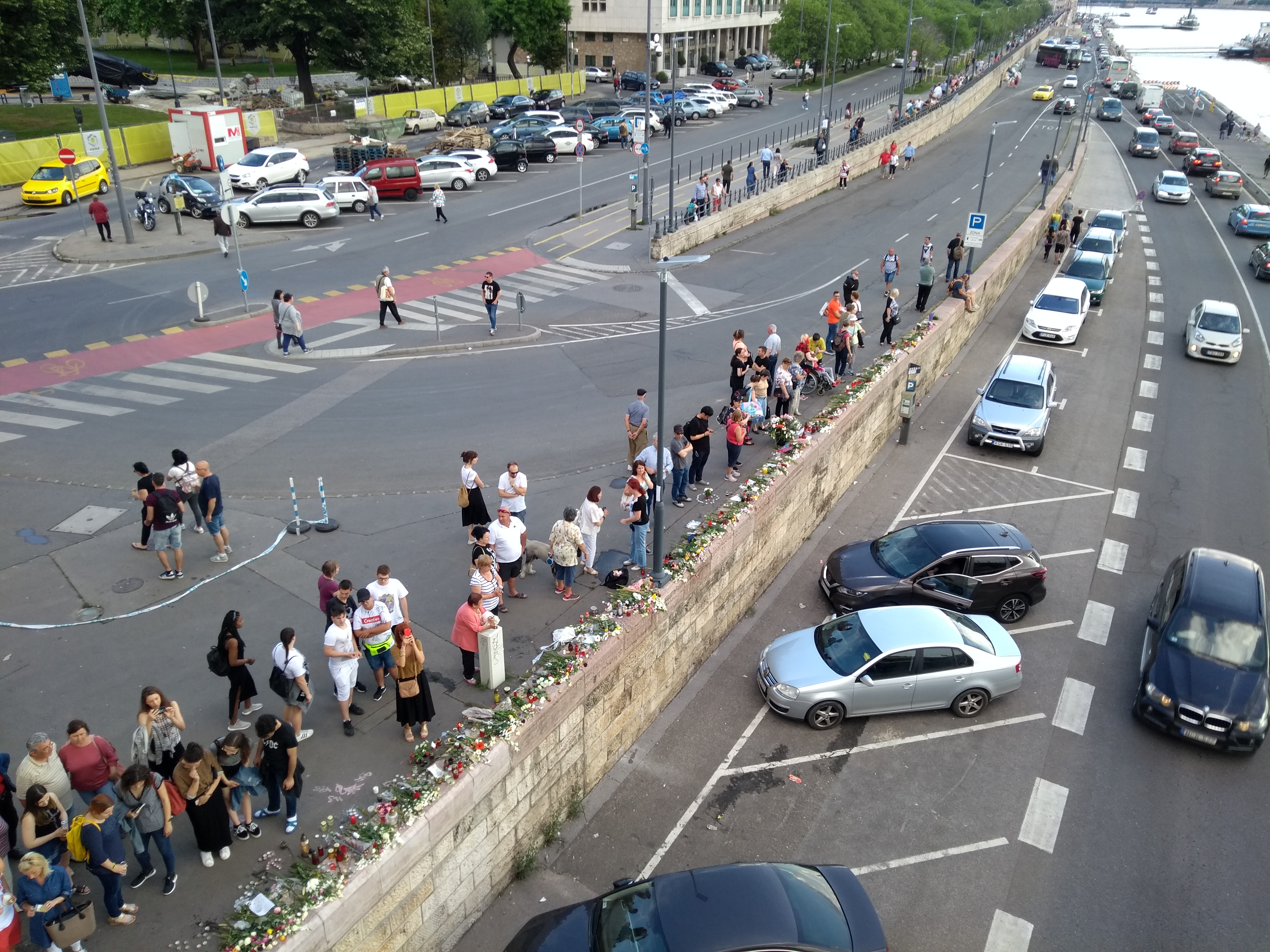
Virágok és gyertyák a Margit híd lábánál, a Pesti alsó rakpart felhajtójánál, 2019. június 2.

Polt Péter legfőbb ügyész június 3-án, a történtek kiemelkedő tárgyi súlyára és a nemzetközi összefüggésekre tekintettel kiemelt üggyé nyilvánította; a nyomozást az eljárásnak ebben a szakában a Budapesti Rendőr-főkapitányság Rendészeti Szervek Közlekedésrendészeti Főosztálya folytatja, a nyomozás irányításával kapcsolatos ügyészi jogköröket pedig a közlekedési bűncselekményekkel is foglalkozó VI. és VII. kerületi ügyészség teljesíti.
A Fővárosi Főügyészség az Eurojust magyar nemzeti tagján keresztül hivatalosan is értesült arról, hogy áprilisban az ukrán kapitány az őt foglalkoztató vállalat egy másik szállodahajóját, a Viking Idun-t vezette Hollandiában, amikor nekiütközött egy olajszállító tartályhajónak. A magyar nyomozók információi szerint Hollandiában is meggyanúsították a férfit, de nem zárták börtönbe, így mégis tovább dolgozhatott. Az ügyészség június 6-ai sajtótájékoztatóján felhívta a figyelmet arra is, hogy a kapitány a baleset után adatokat törölt a telefonjáról. Továbbra is ártatlannak vallja magát. A kiszabott 15 millió forintos óvadék ellen az ügyészség fellebbezett, így a férfi egyelőre őrizetben maradt. Később a másodfokú bíróság szigorításokkal helybenhagyta az elsőfokú bíróság határozatát, így a 15 millió forintos óvadék ellenében szabadlábon védekezhet tovább a Viking Sigyn szállodahajó ukrán kapitánya, nyomkövetőt kell viselnie, és nem hagyhatja el Budapest területét, illetve az előírás az, hogy a kapitánynak hetente kétszer személyesen jelentkeznie kell a nyomozóhatóságnál.
A Viking Cruises hajózási vállalat szóvivője június 6-án a Reuters hírügynökségnek úgy nyilatkozott, hogy Jurij Csaplinszkij az Antwerpenből Gentbe tartó Viking Idun hajón, annak balesete idején nem kapitányként szolgált, hanem egy másik kapitány parancsnoksága alatt állt, további részleteket azonban a folyamatban levő nyomozások miatt nem árult el. Korábban valóban Csaplinszkij volt a Viking Idun parancsnoka, de a baleset idején másodkapitányként szolgált. A Fővárosi Főügyészség sajtómegkeresésre annyit közölt, hogy „[a] magyarországi ügy gyanúsítottja másodkapitány volt a hollandiai balesetben részes egyik hajón, őt Hollandiában gyanúsítottként hallgatták ki. Annak megállapítása, hogy ott ki vezette a hajót, a holland nyomozás tárgya.”
Június 8-án a Budapesti Rendőr-főkapitányság kiadott egy sajtóanyagot. Ebben többek között szerepel az is, hogy a mentéssel párhuzamosan a Budapesti Rendőr-főkapitányság nyomozói megszondáztatták a balesetben részes szállodahajó hajóvezetőjét, meghallgatták a szállodahajó személyzetét és minden utasát. A rendőrök a vízi balesettel összefüggésben 230 személyt kérdeztek ki, további 66 főt tanúként, egy főt pedig gyanúsítottként hallgattak ki. A 15 kihallgató helyiségben, 124 órában – a magyarul nem beszélő tanúk és a gyanúsított esetében hat tolmács közreműködésével – történt kihallgatások jegyzőkönyveinek leirata meghaladja az ötszáz, az ügy teljes iratanyaga pedig az ezer oldalt. Egyebek mellett lefoglalták a hajóvezető telekommunikációs eszközeit, a szállodahajó szerverét, a radarképernyő és a teljes rádióforgalmazás adatállományát rögzítő adathordozókat és, valamennyi AIS adatot. A BRFK-n felállított különleges nyomozócsoport tagjai folyamatosan elemzik a különböző adatbázisokból származó több tízezer adatot, 16 térfigyelő kamera lefoglalt felvételeit, illetve a rendőrség felhívására az állampolgároktól származó, a rendőrségnek átadott videó- és kamerafelvételeket. A balesetben részes szállodahajón igazságügyi hajózási, nautikai szakértő bevonásával a rendőrség szemlét tartott, kamerafelvételeket foglalt le és 4 896 darab digitális fényképfelvételt készített; lefoglalta a szállodahajón fellelhető valamennyi hajózási és informatikai rendszer adatállományát is. A közlekedési, a bűnügyi, valamint a rendkívüli haláleseti vizsgálókból, bűnügyi helyszínelőkből, és bűnügyi elemző-értékelőkből álló, átlagosan 12 év szakmai tapasztalattal rendelkező 60 fős nyomozócsoport a hajóbaleset óta pihenőidejét leszűkítve 6180 munkaórát teljesített, továbbá felvették a kapcsolatot a Duna menti tagállamok valamennyi társhatóságával, valamint a holland rendőrséggel.
A BRFK nyomozócsoportja 2019. június 10-én a délutáni órákban Visegrádon a büntetőeljárásról szóló törvény szabályai szerint újabb szemlét tartott, további bizonyítékok beszerzése és a történeti tényállás teljes körű tisztázása érdekében, a menetrend szerint Magyarországra érkezett Viking Sigyn kabinos szállodahajón.
A Hableány rendőrségi szemléje 2019. június 11-én, már a kiemelési művelettel egy időben megkezdődött, mivel az e közbeni változásokat is rögzíteniük kellett. Ezután a hajót a Csepeli Szabadkikötőbe szállították, ahol a rendőrség már napokkal korábban kialakított a hajó számára egy speciális helyszínt. Itt tovább folytatódik a rendőrségi szemle: hajózási, nautikai és műszaki vizsgálat veszi kezdetét az ügyészség képviselőinek jelenlétében. Többek között azt próbálják kideríteni, hogy a Hableány különböző sérüléseit a folyómederhez ütközés vagy a Viking Sigyn szállodahajó okozta-e.
Június 18-ig a rendőrségi nyomozati munka során mintegy 5000 oldalnyi iratanyag keletkezett, 16 térfigyelő kamera anyagát elemezte a rendőrség, a Vikingről lefoglalt hajózási és informatikai adatokkal együtt. A rendőrség kategorikusan kijelentette, hogy az ügyben gyanúsítottá vált kapitány a hajóbaleset időpontjában nem volt ittas és nem állt kábítószer hatása alatt sem.
2019. június 20-án a Magyar Nemzet című napilap olyan új nyomozati fejleményről tudósított, hogy cserbenhagyás és elsősegélynyújtás elmulasztása miatt is vizsgálódik a magyar rendőrség. Új fejleményként arról is beszámolt a lap, hogy a szállodahajó utasainak tanúvallomásai alapján a kapitány nem észlelte az ütközést, mert a baleset pillanatában éppen szelfi fotót készített a mobiltelefonjával a Viking Sigyn utasainak egyikével. A bekövetkezett ütközés után a kapitány másoktól kérdezgette, hogy mi történt. Több videófelvétel, köztük egy a Sigyn orrában utasok által rögzített alapján az előbbieket követően, Dr. Sógor Zsolt elmondása szerint látszik, ahogy a szállodahajó 50 méteren belül megállt, aztán a sodrással hátrált, majd a motort bekapcsolva 800 métert előrement és kikötött. A feketedobozon rögzített hangfelvétel perdöntő bizonyítéka lehet annak, hogy kikapcsolták a radar vészjelző hangját, pedig annak sötétben, esőben különösen nagy hajóforgalomban indokolt lett volna a használata, ahogyan egy kormányos matróz jelenléte is. Előbbire magyarázat lehet, hogy a forgalmas szakaszon legalább 15–20 másik hajót is bejelzett volna. A műszaki szemlén kiderült az is, hogy a Viking mozgatható kapitányi hídját egy méterrel alacsonyabbra engedték a maximális magasságnál, amit az áradó Duna vízállása sem indokolt, így június 2-áig még tisztázatlan volt ennek oka. Bár számított volna a beláthatóságnál, szakember szerint ezzel együtt is nagyon nagy a hasonló szállodahajók holttere.
2019. június 28-án Polt Péter legfőbb ügyész egy jogorvoslati indítványt terjesztett fel a Kúria felé, mely a dunai hajóbaleset ügyében a letartóztatás kapcsán hozott bírósági határozatok ellen vet fel aggályokat. Az indítványban a legfőbb ügyész kifejtette, hogy a terhelt személy jelenléte az eljárási cselekményeken kizárólag a legszigorúbb kényszerintézkedés alkalmazásával garantálható, mivel a gyanúsított magyarországi lakó- illetve tartózkodási hellyel nem rendelkezik, munkájából adódóan a tartózkodási helye gyakran változik és Európában jelentős helyismerettel rendelkezik. Felvetette emellett a megalapozott gyanú tárgyát képező cselekmény tárgyi súlyát, illetve hivatkozott arra, hogy a hajóskapitány adatokat törölt a telefonjáról, ezáltal újabb letartóztatási ok állapítható meg, nevezetesen az, hogy a gyanúsított a bizonyítást megnehezítené, vagy veszélyeztetné. A legfőbb ügyész szerint az óvadék fejében történő szabadon engedés már attól törvénysértő volt – első és másodfokon egyaránt -, hogy nem tartalmazott semmilyen döntést az ügyészi fellebbezés kiegészítésében írtakkal kapcsolatban, ezen felül úgy rendelték el a bűnügyi felügyeletet, hogy a gyanúsított konkrét tartózkodási helye a döntés meghozatalakor a hatóság előtt egyáltalán nem volt ismert.

### Gyanúsítás
2019. június 8-án a Viking Sigyn szállodahajó kapitányát a vízi közlekedés halálos tömegszerencsétlenséget okozó, gondatlanságból elkövetett veszélyeztetése vétségével gyanúsította meg a rendőrség. A Jurij Csaplinszkij elleni gyanúsítás azt tartalmazta, hogy a nyomozás addigi adatai szerint a Viking Sigyn szállodahajó megszegte a hajózási szabályzat előzésre vonatkozó előírásait. A svájci zászló alatt hajózó vízi jármű személyzete nem jelezte előzési szándékát a Hableány személyzetének, hangjelzést sem adott és az előírt oldaltávolságot sem tartotta be. Ezért az előzést végrehajtó hajó kapitányát gyanúsították meg, mivel neki feltételezhetően a svájci hajó hajóhídján kellett tartózkodnia. 
2019. május 31-én a nyomozási bíró elrendelte a kapitány előzetes letartóztatását, a másodfokú bíróság azonban 15 millió forint óvadék ellenében bűnügyi felügyelet alá helyezte.
Magyar György ügyvéd, a balesetet szenvedett Hableány matrózának illetve családjának védője 2019. június 13-án az ATV műsorában vetette fel, hogy szabálytalanságok egész sorát követték el a helyszínelés és a nyomozás folyamán, így felvetődhet a bűnpártolás lehetősége is. Felvetette, hogy a Viking szállodahajót nem foglalták le, nem állt egy helyben, nem emelték ki és nem vetették alá egy nagy vizsgálati körnek, holott a hajó nyomokat hordozhat akár a víz alatti részén, akár máshol is, valamint az üzemeltetőnek így lehetőséget biztosítottak arra, hogy eltüntesse a nyomokat. Ezzel egyidőben a Hableány balesetében elhunyt hajóskapitány családjának jogi képviselője is hasonlóan nyilatkozott. Gulyás Krisztián ügyvéd szerint "példátlan volt az, hogy ez a hajó elmehetett ilyen nagyon rövid időn belül. Időközben több internetes portál is fényképeket közölt arról, hogy a menetrend szerint újra Budapest felé közlekedő Viking Sigyn szállodahajtón a sérülések nyomát kijavították, átfestették, Magyar György szerint ezzel bizonyítékokat semmisítettek meg. A BRFK tájékoztatása szerint minden bizonyítékot begyűjtöttek, amelyre szükség volt, ezért engedték el a szállodahajót, később azonban azt a tájékoztatást adták, hogy a rendőrség „a további bizonyítékok beszerzése és a történeti tényállás teljes körű tisztázása érdekében újabb szemlét tart a menetrend szerint Magyarországra érkezett Viking Sigyn kabinos szállodahajón”. Hatalmas hibának tartotta Magyar György azt, hogy a szállodahajó a balesetet követően visszaereszkedett a baleset helyszínére, majd újra továbbhajtott, hiszen ezzel azokat a túlélőket sodorta veszélybe, akik esetleg a vízben tartózkodtak a Hableány elsüllyedése után. Az ügyvéd hozzátette, hogy szintén hiba volt a szállodahajó kapitányát óvadék fejében elengedni, hiszen a kapitány „közlekedési előélete elég negatív”, valamint a baleset után a mobiltelefonjáról adatokat törölt, és fennáll a lehetősége annak, hogy szabadlábon újabb bizonyítékokat fog eltüntetni.
A Budapesti Rendőrfőkapitányság a 2019. június 18-án tartott sajtótájékoztatóján tartalmilag megismételte az előző közlését, miszerint "nyolcórás, nautikai, igazságügyi és hajózási szakértők részvételével megtartott vizsgálat alkalmával 5 ezer fényképet készítettek és lefoglalták a hajó informatikai rendszereinek teljes, több mint két terrabájt mennyiségű adatállományát, s a hajó további visszatartása nem volt indokolt, vagyis jogszerűen és szakszerűen engedték el." Magyar György ennek kapcsán kijelentette, hogy kétséges a vizsgálat szakszerű és teljes körű elvégzése, s ebben a döntésben felvethető a hajót elengedő szakemberek és a magyar nyomozóhatóságok felelőssége; továbbá nehezményezi azt is, hogy a kérésük ellenére a hatóság nem adott át iratokat, az előzetes szakértői véleményekről pedig csak annyit közöltek, hogy milyen szakterületen rendeltek ki szakértőket. Hozzátette, hogy a Viking teljes legénységének felelősségét és tevőlegességét is vizsgálni kell a balesettel összefüggésben. Mindezek miatt hivatalos úton tervezik a Közlekedésbiztonsági Szervezet megkeresését, amely köteles önálló vizsgálatot végezni az ilyen nagyon súlyos vízi balesetekkel összefüggésben.
2019. június 27-én nyilatkozott Magyar György arról az Info Rádiónak, hogy a Viking Sigyn feketedobozának az adatait a rendőrség nem mentette ki a balesetet követően és a hajó elengedése előtt, csupán a legénységtől kaptak egy pendrive-ot, melynek az adataihoz az informatikai szakértők végül nem tudtak hozzáférni. Ezt követően, tizenhárom nappal később – június 11-én – volt lehetősége az informatikai szakértőnek arra, hogy a feketedoboz adait szakszerűen kimentse, de az automatikus három nap utáni adattörlés miatt már nem jutottak érdemi információhoz. Ekkor került sor a baleset idején a Viking Sigynt követő másik Viking hajó feketedobozának az ellenőrzésére, amiről pedig kiderült, hogy a feketedoboz állapota miatt nem lehet róla adatokat kimenteni, nem lehet azokhoz hozzáférni.
2019. július 8-án a dunai hajóbalesetben elhunyt hajóskapitány családjának jogi képviselője indítványt nyújtott be a nyomozóhatóságnál, melyben azt kérte, hogy vizsgálják meg a Viking Sigyn és a Viking Idun hajók mozgását a baleset után, ugyanis a Viking Idun úgy hajtott keresztül a baleset helyszínén, hogy akkorra már elhangzott: emberek vannak a vízben.
A baleset kapcsán szóba került a Duna budapesti szakaszának sűrű turista és szállodahajó-forgalma, ami magában hordozta egy Hableányéhoz hasonló baleset bekövetkeztét, ezért a baleset után több közlekedésbiztonsági javaslat is született, például a hajóforgalom csökkentésére, a szállodahajók kitiltására vagy korlátozott mozgására, és a jobb kommunikáció biztosítására, azonban a javaslatokból a tragédia után egy évvel sem lett hivatalos szabály – igaz, 2020 májusára a koronavírus-járvány miatt jelentősen visszaesett a hajóforgalom. Ugyanakkor még 2019-ben Bencsik Attila, a Magyar Belvízi Fuvarozók Szövetségének elnöke és Varga Zsolt, a Személyhajósok Szövetsége elnöke is úgy nyilatkozott: egyértelműen nem tartják aggályosnak a zsúfoltságot a budapesti szakaszon, kiegészítve azzal, hogy a világosan megfogalmazott hajózási előírásokat be kell tartani, még ha a nagy szállodahajók és a kis turistahajók közötti koordináció kérdéseket vet fel. Tragédia elsősorban akkor következhet be, ha a dunai hajósok megfeledkeznek a hajózási szabályok szigorú betartásáról, a mindenkori éberség kötelezettségéről. (A Viking Sigyn szállodahajó hajó azóta új útvonalon közlekedik a Rajnán, Bázel és Amszterdam között.)
2020. szeptember 8-án Jurij Csaplinszkij kapitány meghallgatásával megkezdődött a Hableány-per a Pesti Központi Kerületi Bíróságon. A kapitányt az ügyészség vízi közlekedés halálos tömegszerencsétlenséget eredményező gondatlan veszélyeztetésével és 35 rendbeli segítségnyújtás elmulasztásával vádolja. Az ügyben 2020 márciusában már előkészítő tárgyalást tartottak, amelyen a vádlott nem mondott le a tárgyalás jogáról. A kitűzött tárgyalásokat azonban a Covid19-pandémia miatt elhalasztották, így a bizonyítási eljárás csak az év őszén kezdődhetett meg. Csaplinszkij a bíróságon közölte, nem tesz új vallomást, és a kérdésekre sem válaszolt, így a nyomozati vallomását ismertették újra. Eszerint a kapitány 2019. május 29-én 20 óra 50 perckor indult az utasokkal az Akadémia hajóállomásról Nürnbergbe, és bár esett az eső és sötét volt, jók voltak a látási viszonyok. A magas vízállás miatt lejjebb engedték a kormányállást, így az csak 6,5 méter magasan volt. Lassan, 2-3 kilométer/órával haladt, hogy az utasok jól lássák a Parlamentet. A Margit-híd előtt 10-11 kilométer/órára növelte a sebességet, és az áthaladáshoz a hídnyílás közepén lévő fényt célozta meg. A folyónak ezen a szakaszán más hajók is voltak. A kapitány látta a kisebb hajót, amely a Viking Sigynt jobbról előzte, 5-6 méteres oldaltávolságot tartva, de utána nem figyelte a Hableányt, mert a híd alatti áthaladásra koncentrált. Rádión senki nem jelezte, hogy előzni fog, a radar pedig nem mutatta a kisebb hajót, valószínűleg azért, mert nagyon közel volt. A szállodahajó orrában lévő turisták kiáltottak, hogy „boat” (hajó), majd két-három másodperc múlva ütköztek, egy erős lökést érzett. Ezután leállította a hajó motorját, a matrózok nekiláttak a mentésnek, ő pedig bejelentette a Navinfón a balesetet, majd kikötött.
A bíróság ismertette az ügyben készült szakértői véleményt, eszerint a Viking Sigyn előzte balról a Hableányt. A szakértői vélemény szerint a Viking kapitánya nem mérte fel, hogy a rendelkezésére álló tér nem lesz elegendő arra, hogy megelőzze a Hableányt a hídig, és ha nem fokozza a sebességet 11 kilométer/óráig, akkor elkerülhető lett volna a baleset. A szakértői vélemény szerint a radaron jól látható volt a Hableány, de rádiókommunikáció nem volt a két hajó között. A Hableány kormányállásából a kémény és a ponyva korlátozta a kilátást. A szakértő arra is kitért, hogy a Hableány alkalmatlan volt a hajózásra, ugyanis a szükségesnél eggyel kevesebb matróz volt rajta. A szakértő a bíróság kérdésére elmondta azt is, hogy ha a Hableány kapitánya körültekintően jár el, láthatta volna, hogy milyen sebességgel közelít a Viking, és ha leveszi a teljesítményt és kitér jobbra, akkor a két hajó csak oldalról ütközött volna, elkerülve a tragédiát.
2021. április 27-én a nagyközönség előtt először vetítették le hanggal a baleset Vikingen készült, süllyedés előtti felvételét. Május 27-én tanúk meghallgatásával folytatódott a per, maga a kapitány is megszólalt, és tisztázódott, hogy az eső ellenére a látási viszonyok megfelelők voltak a baleset idején, ezért bár be volt kapcsolva a radar, azt nem figyelte. A tárgyalást szeptemberben folytatják.

### A per eredménye
2023. szeptember 26-án a Pesti Központi Kerületi Bíróság első fokon öt és félév fogházra ítélte a Viking Sigyn kapitányát. Ezt az ítéletet azonban a Fővárosi Törvényszék 2024. január 15-én hatályon kívül helyezte bírói elfogultság miatt, és új elsőfokú eljárást rendelt el.

## Nemzetközi reakciók
- 2019. június 5-én a Kozara szerb hadihajó legénysége díszegyenruhában tisztelgett a baleset helyszínének közelében, mialatt elhaladtak a Margit híd alatt.[183]
- 2019. június 11-én, a Hableány kiemelését követően I Nagjon dél-koreai kormányfő a hajóbaleset kapcsán, levélben köszönte meg a magyar miniszterelnöknek a részvétnyilvánítást, egyben köszönetet mondott a magyar kormány támogatásáért és együttműködéséért, mint írta: „A tragikus baleset mélyen megrendítette a koreai népet.”[184][185]
- 2019. június 11-én egy cikk jelent meg a baleset előzményeiről, a dunai hajózás problémáiról az amerikai The New York Times című lapban, mint írták: két tanulmányban is figyelmeztették már a városvezetést a tarthatatlan folyami közlekedési helyzetre.[186]
- 2019. június 13-án az MV Viking Sigyn svájci folyami szállodahajó ukrán állampolgárságú kapitánya, ügyvédjén keresztül azt üzente a közvéleménynek, hogy „nem vétett olyan szakmai szabályt, amellyel összefüggésben ez a borzalmas esemény összeállt.”[187]

## Megemlékezések
A tragédia évfordulóján Budapesten több megemlékezést is tartottak. Amennyiben az áldozatok családtagjai igen mondanak rá, a Külügyminisztérium, a Főpolgármesteri Hivatal, a belvárosi önkormányzat és a koreai nagykövetség közösen emlékművet állíttat, melyet egy magyar-koreai alkotópáros készíthet el. Egy hajós szertartás keretében a Hableányt üzemeltető Panoráma Deck Hajózási Társaság Millennium I. nevű hajójáról egy koszorút helyezett a vízre a baleset helyszínén, a Margit hídnál, illetve 28 szál gyertyát gyújtottak és ugyanennyiszer megkondult a hajó harangja is az áldozatok emlékére. A cég felajánlotta a Hableány orr-részét egy műemlék megvalósításához, mivel a hajó orra és a harangja használható fel erre a célra.
A katasztrófa emlékművét 2021. május 31-én avatták fel a Margit híd pesti hídfőjénél. Az emlékmű süllyedő vonalú gránitkő, koreai és angol nyelvű felirattal.

## Hasonló balesetek
A Hableány balesetére sokban hasonlító víziszerencsétlenség történt a Dunán, a Pest megyei Verőce közelében, 2024. május 18-án késő este. Azon az estén nyolcan zsúfolódtak össze egy fesztiválról hazafelé tartva egy Bayliner típusú motorcsónakban (egy fiatalokból álló társaság 7 tagja és egy olasz állampolgárságú, alkalmi ismerősük). A motorcsónak vezetője feltehetőleg ittasan és a megengedett sebességet túllépve cikázott a folyón, s amikor szembetalálkoztak a hegymenetben haladó, Heidelberg nevű szállodahajóval, az egyik kanyarodási ívet rosszul felmérve frontálisan nekicsapódtak annak. A hajó személyzete vélhetően észlelte ugyan az ütközés hangját és azt, hogy víz csapódik a fedélzetre, ám a cseh állampolgárságú kapitány a továbbhaladás mellett döntött. A Bayliner nyolc utasa közül csak egy fő, a kishajóban állva utazó olasz férfi élte túl a szerencsétlenséget. A Heidelberget röviddel később a magyar hatóságok Komáromnál tartóztatták fel, kapitányát pedig őrizetbe vették.